# Kujang
Kujang (Hán Việt: Cầu Trường) là một huyện của tỉnh Pyongan Bắc tại Cộng hòa Dân chủ Nhân dân Triều Tiên. Huyện được thành lập từ năm 1952 trên cơ sở tách ra từ huyện Nyongbyon. Huyện giáp với Nyongbyon ở phía tây, với Hyangsan và Unsan ở phía bắc, Yongwon ở phía đông cùng Kaechon và Tokchon ở phía nam.
Dãy núi Myohyang trải dài trên phần phía đông của Kujang, đỉnh cao nhất trên địa bàn là Kalbong (칼봉, 1530 m) ở phía bắc. Sông Chongchon chảy qua trung tâm của huyện, và sông Kuryong chảy qua phần ven phía tây. Nhiệt độ trung bình của Kujang là 8,4 °C, từ -10.4 °C vào tháng giêng cho đến 24.2 °C vào tháng 8. Lượng mưa trung bình là 1300 mm, khiến cho khí hậu tương đối mát và ẩm. Do địa hình đồi núi, chỉ 17% diện tích của huyện là đất canh tác, trong khi 74% còn lại là đất rừng.
Huyện có các mỏ thiếc, than đá và mica. Kujang có các nhà máy sản xuất xi măng và ôtô ray. Tuyến đường sắt Manpo và Tokpal giao nhau tại Kujang, cùng với đó là hệ thống đường ray của các mỏ.
Năm 2008, dân số toàn huyện Hyangsan là 139.337 người (65.457 nam và 73.880 nữ), trong đó, dân cư đô thị là 91.900 người (66%) còn dân cư nông thôn là 47.437 người (34%).